# ۱۶۶ (عدد)
۱۶۶ (عدد)
۱۶۶(صد و شصت و شش) یک عدد طبیعی است که بعد از ۱۶۵ و قبل از ۱۶۷ قرار دارد.